# Chen Lanting
Chen Lanting (chinesisch 陈兰婷, Pinyin Chén Lántíng, * 2. Januar 1986) ist eine chinesische Badmintonspielerin.

## Karriere
Chen Lanting wurde 2003 Fünfte bei den China Open im Dameneinzel. Ein Jahr später erkämpfte sie sich die gleiche Platzierung bei den Asienmeisterschaften. 2004 wurde sie auch Zweite bei den French Open.

## Sportliche Erfolge
| Saison | Veranstaltung                        | Disziplin   | Platz | Name                   |
| ------ | ------------------------------------ | ----------- | ----- | ---------------------- |
| 2002   | Junioren-Badmintonasienmeisterschaft | Damenteam   | 1     | China                  |
| 2002   | Juniorenweltmeisterschaft            | Damendoppel | 2     | Chen Lanting / Yu Yang |
| 2003   | China Open                           | Dameneinzel | 5     | Chen Lanting           |
| 2004   | Asienmeisterschaft                   | Dameneinzel | 5     | Chen Lanting           |
| 2004   | French Open                          | Dameneinzel | 2     | Chen Lanting           |